# Creaks

Creaks — це платформна гра-головоломка, розроблена Amanita Design.  Про це було оголошено 9 жовтня 2018 р.  Гра була випущена 10 липня 2020 року для Apple Arcade, а потім для Xbox One, PlayStation 4, Nintendo Switch і Microsoft Windows 22 липня 2020 року.

## Сюжет
Скрипи починаються в спальні неназваного персонажа гравця, який сидить за своїм столом, коли світло мерехтить і гасне, а шпалери відклеюються, відкриваючи таємний тунель за його стіною. Головний герой проходить через щойно відкритий тунель і, спустившись по драбині, опиняється у величезній споруді, схожій на особняк, у величезній печері. Він стикається з агресивними монстрами, які стають нешкідливими неживими об’єктами, якщо їх побачити під світлом. Він також виявляє, що є гігантський котячий монстр, який повільно руйнує особняк, забираючись на нього.
Досліджуючи підземний світ, герой також зустрічає кількох доброзичливих птахоподібних людей; літня людина-птах, яка шукає кодекс, щоб перемогти гігантського монстра, молодша людина-птах, яка намагається боротися з нею за допомогою зброї та пасток, людина-птах вчений і маленький механік із трубою замість голови.
Зрештою герой досягає дна особняка, де він знаходить вченого та механіка, які борються з гігантським монстром. Воно поглинає механіка перед тим, як відступити, і вчений, засмучений, веде головну героїню до її майстерні, де з’ясовується, що вона спочатку побудувала гігантську істоту для живлення особняка. Потім приходить старійшина з кодексом і розкриває плани щодо кристала, для якого вчений будує ліхтар-контейнер. Потім вона веде головного героя далі в каналізацію на пошуки. Він знаходить кристал у печері та кладе його в ліхтар, створюючи світло, яке може перемогти гігантського монстра.
Вони починають підійматися на вершину особняка, перегруповуються з двома іншими пташиними людьми та готуються битися з монстром. Головний герой стрибає йому в пащу, натрапляючи на ще живого механіка – монстр весь зроблений з побутових предметів. Головний герой випускає кристал, знищуючи монстра та рятуючи при цьому механіка. Переможеного монстра, головний герой прощається з пташиним народом і повертається до своєї спальні, закриває вхід у підземний світ за шпалерами та відкриває вікно, щоб побачити, що зараз день.

## Ігровий процес
Creaks — це двовимірна гра-головоломка.  Гравець керує людиною, яка пролазить крізь отвір у стіні своєї спальні та відкриває підземний світ, де живуть різні монстри під назвою Скрипи, які створені завдяки явищу під назвою парейдолія : коли монстри стикаються зі світлом, вони перетворюються на звичайні предмети домашнього вжитку, які вони інакше нагадувати.  Гравець повинен уникати цих монстрів і розгадувати головоломки, щоб просуватися по грі.  Головоломки зазвичай пов’язані з використанням кнопок, перемикачів, світильників і механічних пристроїв для обходу ворогів, які перетворюються на меблі під дією світла та досягають наступної області. Вирішення головоломок вимагає логічного мислення та розуміння рухів і поведінки різних монстрів. 
Крім основної сюжетної лінії, гра містить різні картини, натхненні естетикою 18 і 19 століть. Ці зображення є предметами колекціонування, а багато з них також містять міні-ігри чи інтерактивні елементи, які метафорично працюють як вікна в інший світ.  

## Розвиток
Радім Юрда та Ян Хлуп придумали ідею Creaks під час навчання в університеті, під час якого вони створили різні прототипи, використовуючи Flash як свою дипломну роботу. Зрештою вони зустріли Якуба Дворського, який почав допомагати їм у проекті своїми порадами. Їхній проект привернув увагу Дворського, і Юрді з Члупом дозволили приєднатися до Amanita Design, сформувавши невелику команду всередині студії для розробки гри.   Спочатку гра мала називатися «Парейдолія». Потім її змінили на «Блік», а потім знову на остаточну назву «Скрики», оскільки гра під назвою «Блік» уже існувала.  Гру було офіційно представлено 9 жовтня 2018 року з коротким трейлером, завантаженим на YouTube-канал Amanita Design.  Бюджет гри перевищив 20 мільйонів чеських крон (1 мільйон доларів США). 
Гра була випущена після восьми років розробки для Apple Arcade 10 липня 2020 року, версії для ПК, Playstation 4 і Xbox One були оголошені пізніше цього місяця.    Версія для Nintendo Switch була в роботі на момент першого випуску.  14 липня 2020 року було оголошено дату випуску для ПК і консолей — 22 липня 2020 року  

## Рецепція
Після випуску гра отримала дуже позитивні відгуки.  Натан Берч у своїй рецензії для Wccftech дав грі 9,5 балів з 10. Він заявив, що «Creaks оновлює застарілий жанр, створюючи одну з найбільш захоплюючих інді-платформенних головоломок за останній час. Попри приголомшливий візуальний і звуковий дизайн, захоплюючий світ і ідеально збалансовані головоломки, важко знайти серйозну помилку в будь-якій частині конструкції цієї гри."  Ноель Адамс з Critical Hit поставила грі 8 балів з 10. Вона назвала це «дивовижним платформером-головоломкою». В першу чергу вона відзначила візуал, атмосферу та геймплей. Вона також високо оцінила саундтрек до гри.  Кірон Вербугге з Well-Played також дав грі 8 очок з 10. Він високо оцінив головоломки гри, естетику та аудіопродукцію. З іншого боку, він скаржився на відсутність будь-якої системи підказок і деяких концепцій головоломок.  Ліам Крофт з Push Square поставив грі 9 балів з 10. Він високо оцінив головоломки гри, мальований художній стиль, історію та саундтрек.  Стів Кейф із журналу Slant Magazine дав 3,5 зірки з 5, заявивши, що «грі не вистачає почуття виконаного завдання та моментів «ах-ха» найкращих ігор-головоломок. Попри те, що Creaks розумний і розумний, він насамперед є транспортним засобом для бренду Amanita, типово бездоганного артистизму, доповненого тут тим, як дзвінка музика від композитора Hidden Orchestra змінюється, коли шматочки головоломки стають на свої місця. Хоча ви стикаєтеся зі знайомими конфігураціями важелів, проходів та інших перешкод, усі кімнати особняка здаються чіткими, тонко взаємопов’язаними таким чином, що ви, мабуть, навіть не помітите, якщо не натиснете на екран завантаження й не побачите, що кожна головоломка узгоджено намальована на збільшеному… вид збоку на таємничий особняк. Скрип гуде плавно й приємно, не привертаючи уваги до себе, на шкоду спорадичному, але головним чином на користь своїй силі». 

### Подяки
Creaks був номінований на 4 нагороди Central & Eastern European Game Awards, включаючи нагороду за найкращу гру, візуальне мистецтво, дизайн та аудіо. 